# YAH! YAH! YAH!
『YAH! YAH! YAH!』（ヤー・ヤー・ヤー）は、1997年2月13日に発売されたLINDBERG通算27枚目のシングル 。

## 解説
花王・ソフィーナ「AUBE」コマーシャルソング。専属プロデューサーである月光恵亮は、前作までペンネームの井上龍仁ではなく、本来の芸名でプロデュースと共に編曲クレジット表記をすることとなった。

## 収録曲
1. YAH! YAH! YAH!
作詞：渡瀬マキ　作曲：平川達也　編曲：LINDBERG・神長弘一・月光恵亮
2. いい感じだね
作詞：渡瀬マキ　作曲：小柳昌法　編曲：LINDBERG・神長弘一・月光恵亮
3. YAH! YAH! YAH!（カラオケ）